# Edward Góra (nauczyciel)
Edward Góra (ur. 25 października 1902 w Wojciechowie, zm. 15 lutego 1987 we Władysławowie) – nauczyciel, poeta, prozaik, żołnierz Armii Krajowej i polskiej samoobrony na Wołyniu.

## Życiorys
Syn Antoniego, majstra w fabryce mebli, i Czesławy zd. Zembrzuskiej. W dzieciństwie ze względu na pracę ojca często zmieniał miejsce zamieszkania. Po ukończeniu szkoły podstawowej w Kamińsku, uczęszczał do Państwowego Męskiego Gimnazjum w Piotrkowie, a następnie do Szkoły Legionowej w Kamińsku i Gimnazjum Humanistycznego w Radomsku. W 1920 r. walczył jako ochotnik w wojnie polsko-bolszewickiej. W 1923 r. zdał maturę, a w 1927 r. ukończył studia polonistyczne na Uniwersytecie Warszawskim. 
Pierwszą pracę podjął jako nauczyciel w Dubnie na Wołyniu. W 1930 r. odbył służbę wojskową w Szkole Podchorążych w Gródku Jagiellońskim, a następnie przez rok studiował socjologię w Poznaniu. W 1933 r. otrzymał posadę dyrektora Państwowego Gimnazjum w Kowlu. Od 1938 r. pracował w Państwowym Gimnazjum w Łucku. W czasie II wojny światowej należał do Armii Krajowej, biorąc czynny udział w obronie polskich wiosek na Wołyniu przed atakami nacjonalistów ukraińskich z OUN-UPA. W czasie obrony wsi Antonówka został ranny. Po wojnie zamieszkał w Jarocinie, gdzie pracował jako nauczyciel języka polskiego w Liceum Ogólnokształcącym i Technikum Przemysłu drzewnego. W 1969 r. przeszedł na emeryturę.

## Życie prywatne
W 1935 r. ożenił się w Łucku z Aliną Laskowską (1915-1988), mieli troje dzieci. Siostry Edwarda Góry, Pelagia i Aurelia, po ukończeniu seminarium nauczycielskiego także pracowały jako nauczycielki na Wołyniu. 

## Twórczość
Jako poeta debiutował w 1924 r. Otrzymał wówczas wyróżnienie za cykl wierszy w konkursie Koła Polonistów Literatów w Warszawie. Współpracował z grupą literacką "Kwadryga", publikując wiersze i opowiadania w prasie m.in. w "Kurierze Porannym". W 1934 r. otrzymał wyróżnienie w konkursie "Wiadomości Literackich". Po wojnie publikował w "Głosie Wielkopolskim" oraz brał udział w różnych konkursach literackich. W 1959 r. za pracę o Juliuszu Słowackim zdobył pierwszą nagrodę w konkursie organizowanym przez Towarzystwo Wiedzy Powszechnej i Związek Literatów Polskich. 

### Powieści
- Rój (złożona do druku w 1939 r., ale nie opublikowana z powodu wybuchu wojny)
- Dęby (1961)
- Prosto z pnia (1965)[3]
- Gromadka (1965)
- Połamane wiosła (1968)[4]

### Poemat
Pożegnanie z Wołyniem (1944)

## Odznaczenia
- Krzyż Kawalerski Orderu Odrodzenia Polski
- Złoty Krzyż Zasługi
- Odznaka „Zasłużony Działacz Kultury”
- Złota Odznaka Związku Nauczycielstwa Polskiego
- Złota Odznaka "Za zasługi dla Województwa Poznańskiego"